# Waldbahn Njubskaja
| Waldbahn Njubskaja       | Waldbahn Njubskaja  |
| ------------------------ | ------------------- |
| Waldbahn Njubskaja       |                     |
| Waldbahn Njubskaja, 2014 |                     |
| Streckenlänge:           | 80 km               |
| Spurweite:               | 750 mm (Schmalspur) |
|                          |                     |

Die Waldbahn Njubskaja (russisch Нюбская узкоколейная железная дорога, transkr. Njubskaja uskokoleinaja schelesnaja doroga, transl. Nûbskaâ uzkokolejnaâ železnaâ doroga) ist eine Schmalspurbahn beim Dorf Charitonowo im Kotlasski Rajon in der Oblast Archangelsk in Russland.

## Geschichte
Die zwischenzeitlich 191 km lange Waldeisenbahn, von der heute noch 50 km genutzt werden, wurde 1934 in Betrieb genommen und ist noch das ganze Jahr über in Betrieb (2015). Sie hat eine Spurweite von 750 mm. Sie wird heute für den Holztransport und für den Transport von Waldarbeitern genutzt. Im Jahr 2015 wurden die Gleise stellenweise repariert.

## Fahrzeuge

### Lokomotiven
- Diesellok der SŽD-Baureihe ТУ6А – № 2800, 3169
- Diesellok der SŽD-Baureihe ТУ6Д – № 0235
- Diesellok der SŽD-Baureihe ТУ7 – № 3289
- Diesellok der SŽD-Baureihe ТУ8 – № 0006, 0181, 0527, 0334
- Draisine TD-5U „Pionier“

### Güter- und Personenwagen
Es gibt mehrere Langholzwagen, offene und geschlossene Güterwagen, Tankwagen, Schüttgutwagen für den Schottertransport beim Gleisbau sowie mindestens einen Schneepflug und ein Schienendrehkran des Typs LT-110 (№ 012). Außer Personenwagen gibt es auch einfache Speise- oder Aufenthaltswagen.

## Galerie

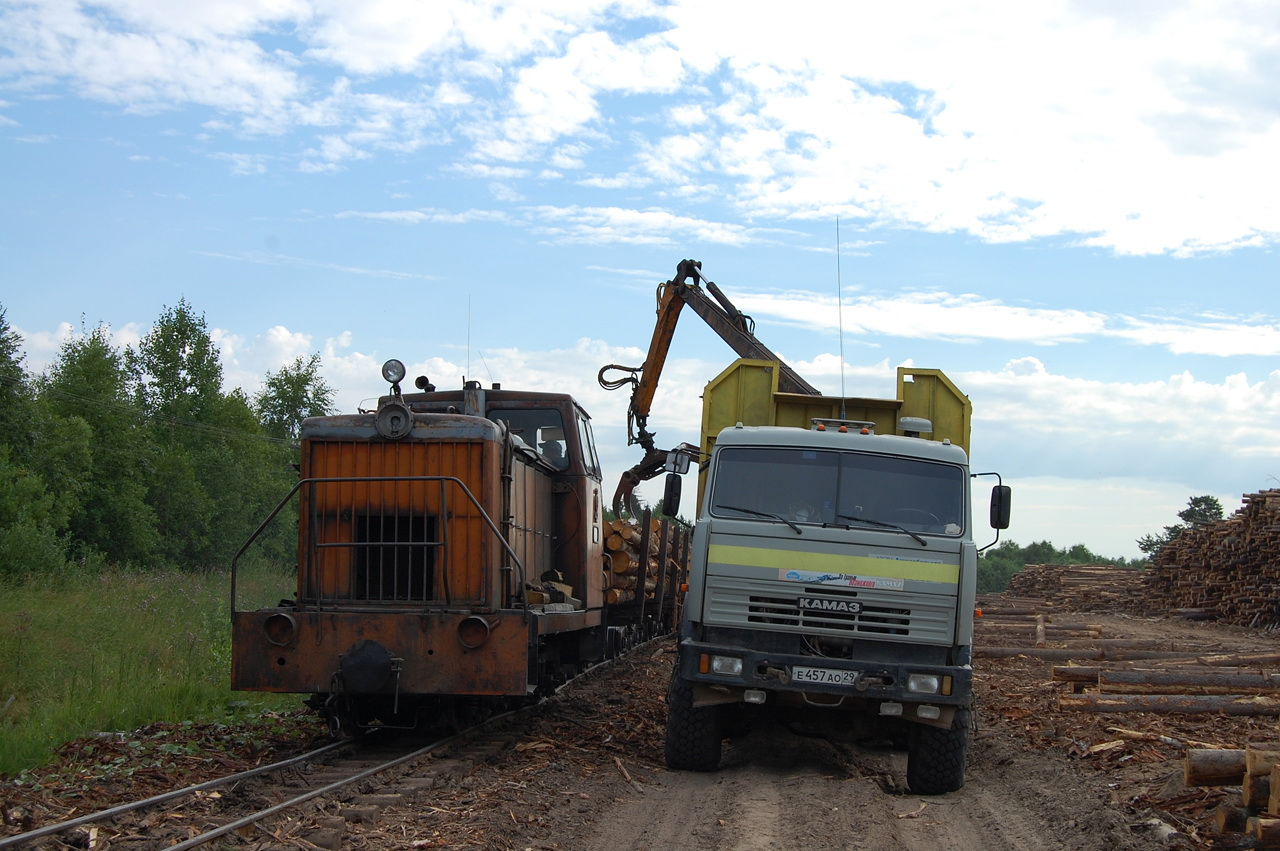
Holzverladung
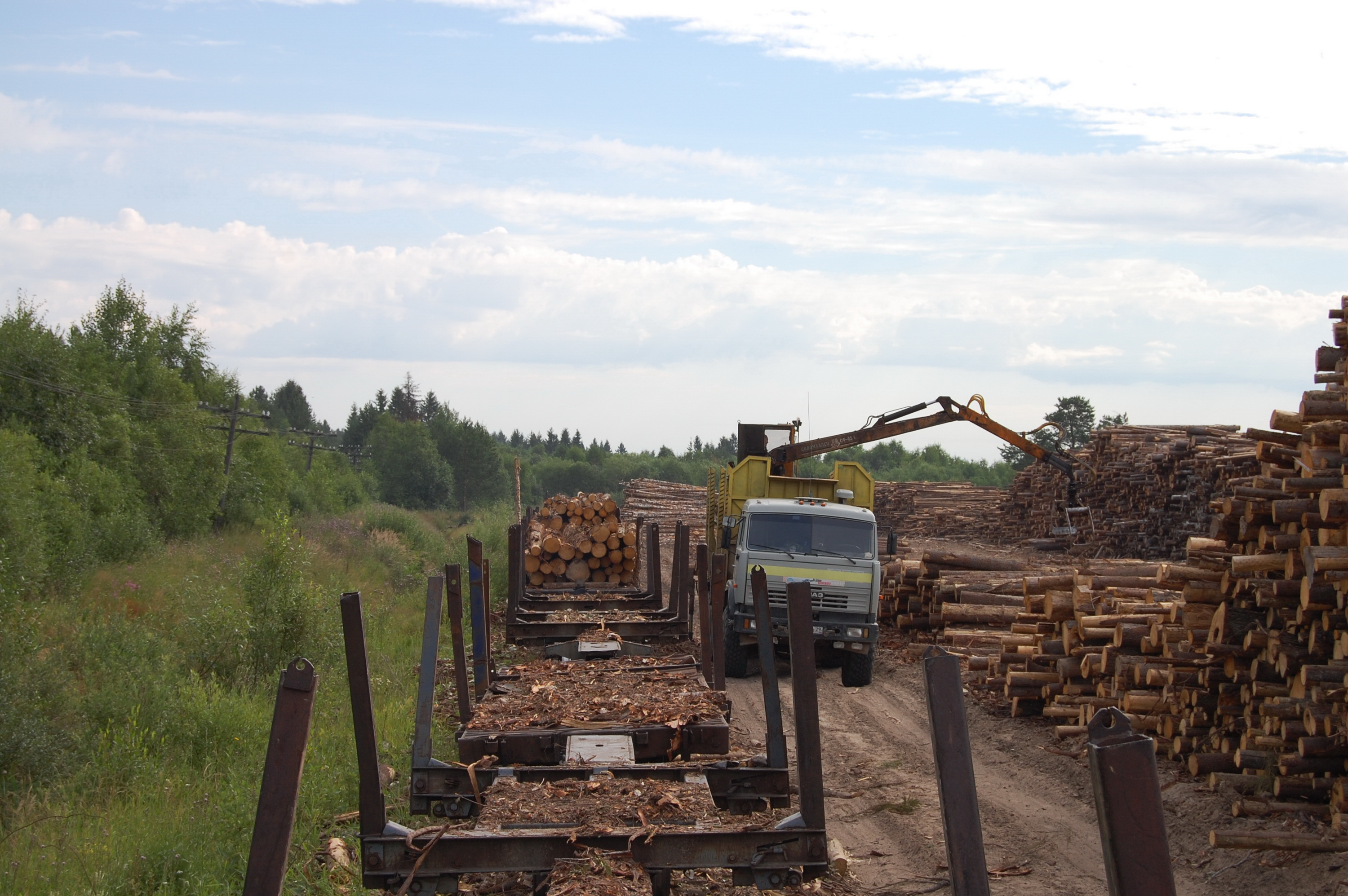
Holzverladung
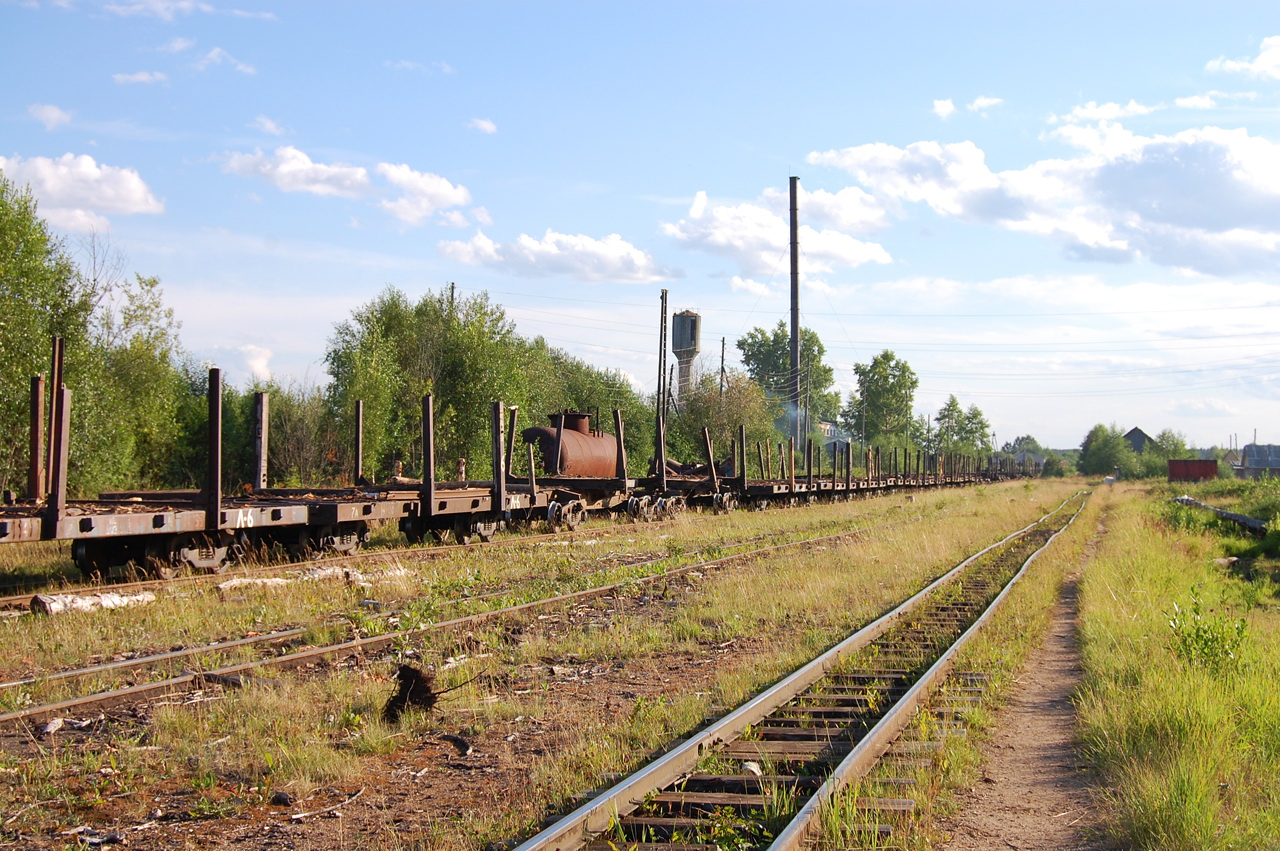
Güterbahnhof Charitonowo
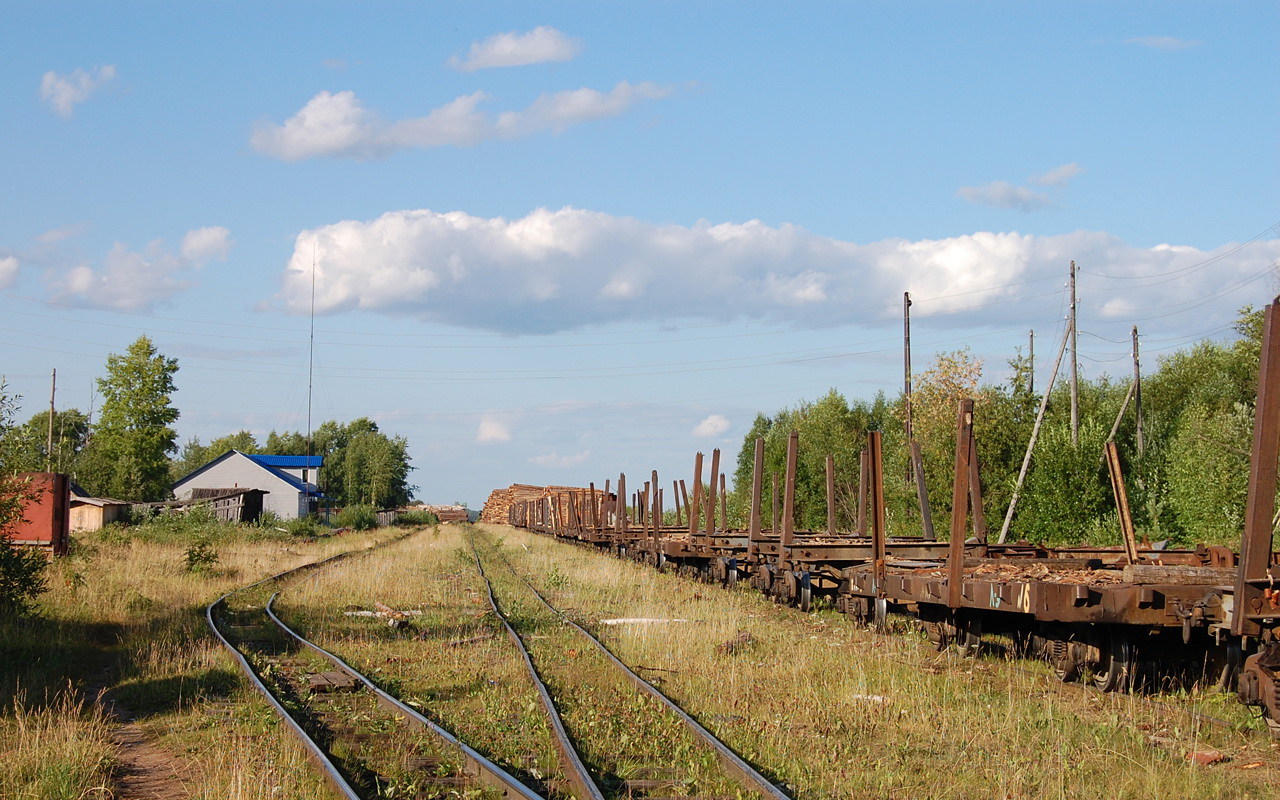
Güterbahnhof Charitonowo
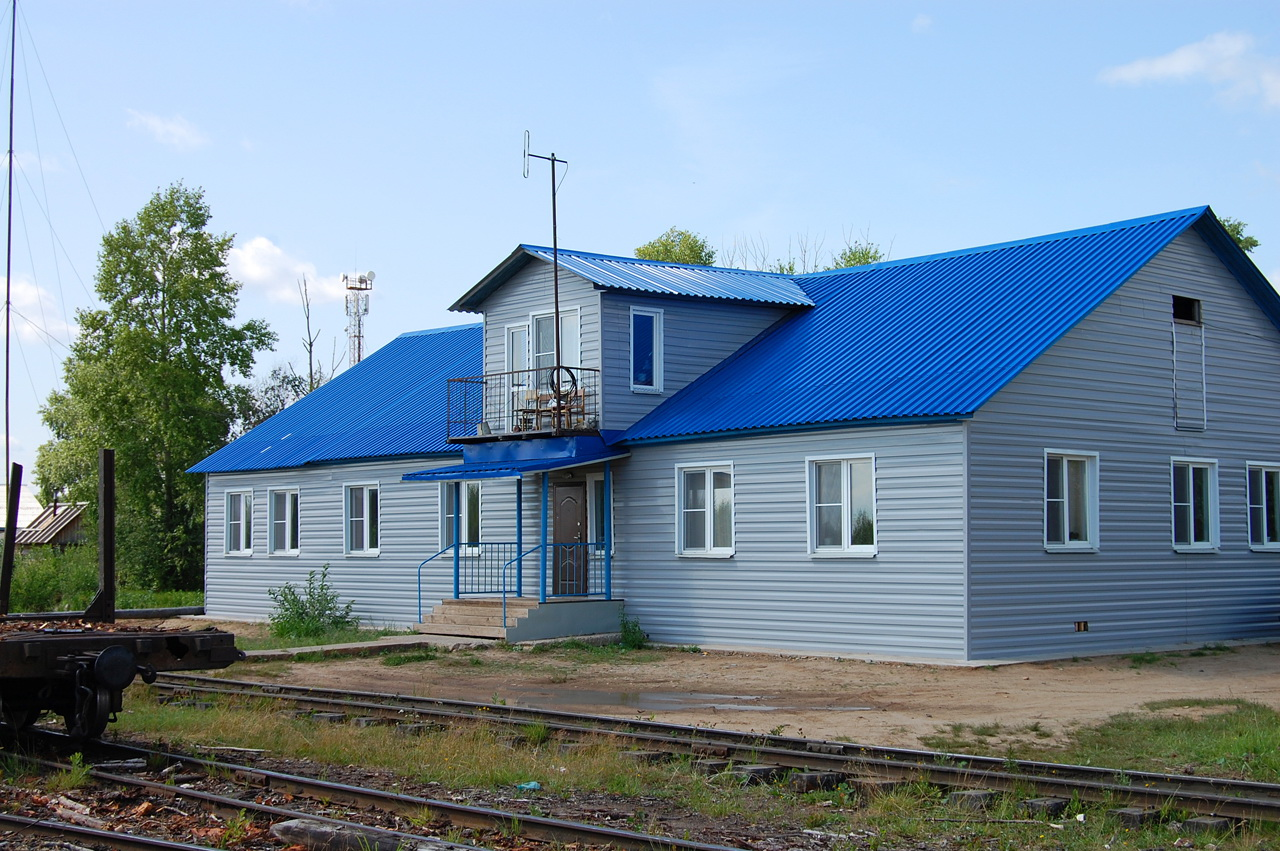
Eisenbahnbüro Charitonowo
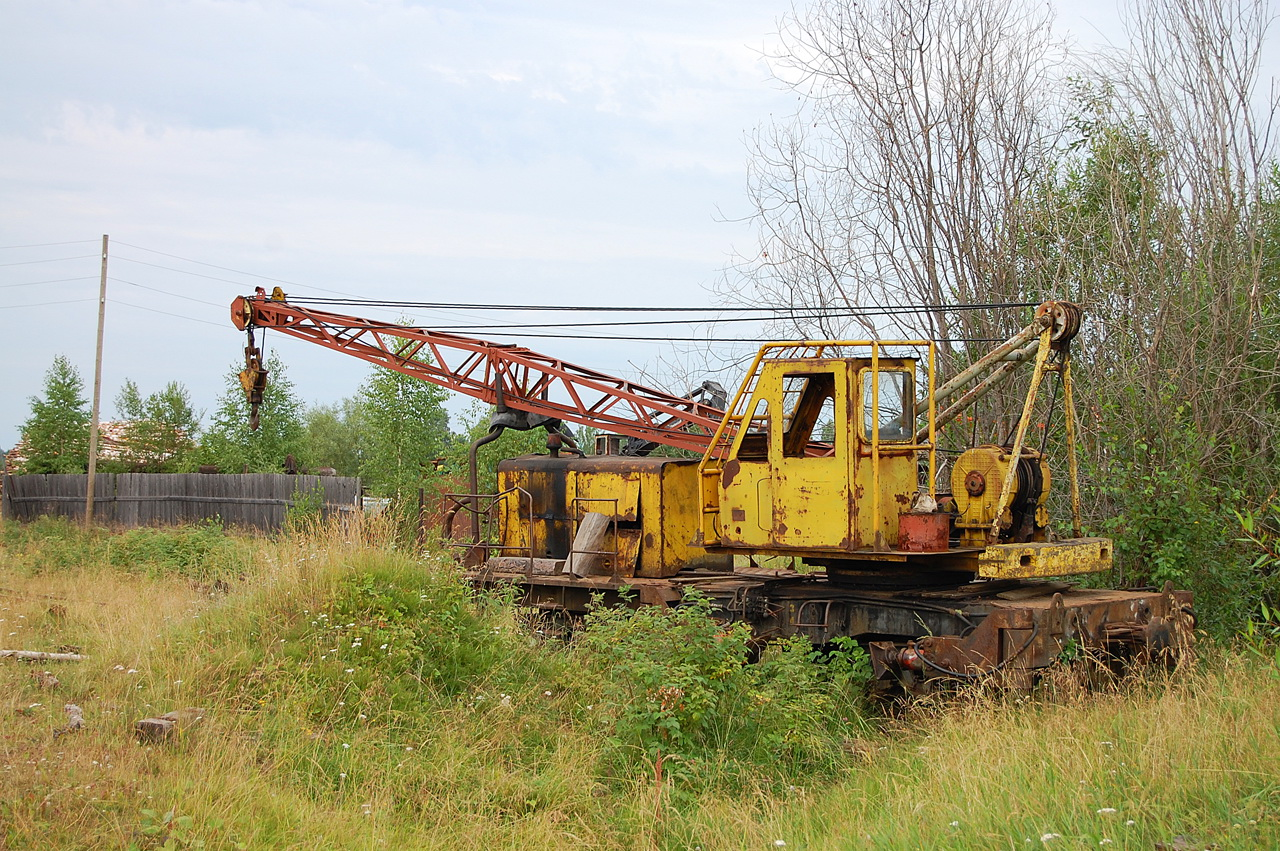
Schienendrehkran LT-110 - № 012
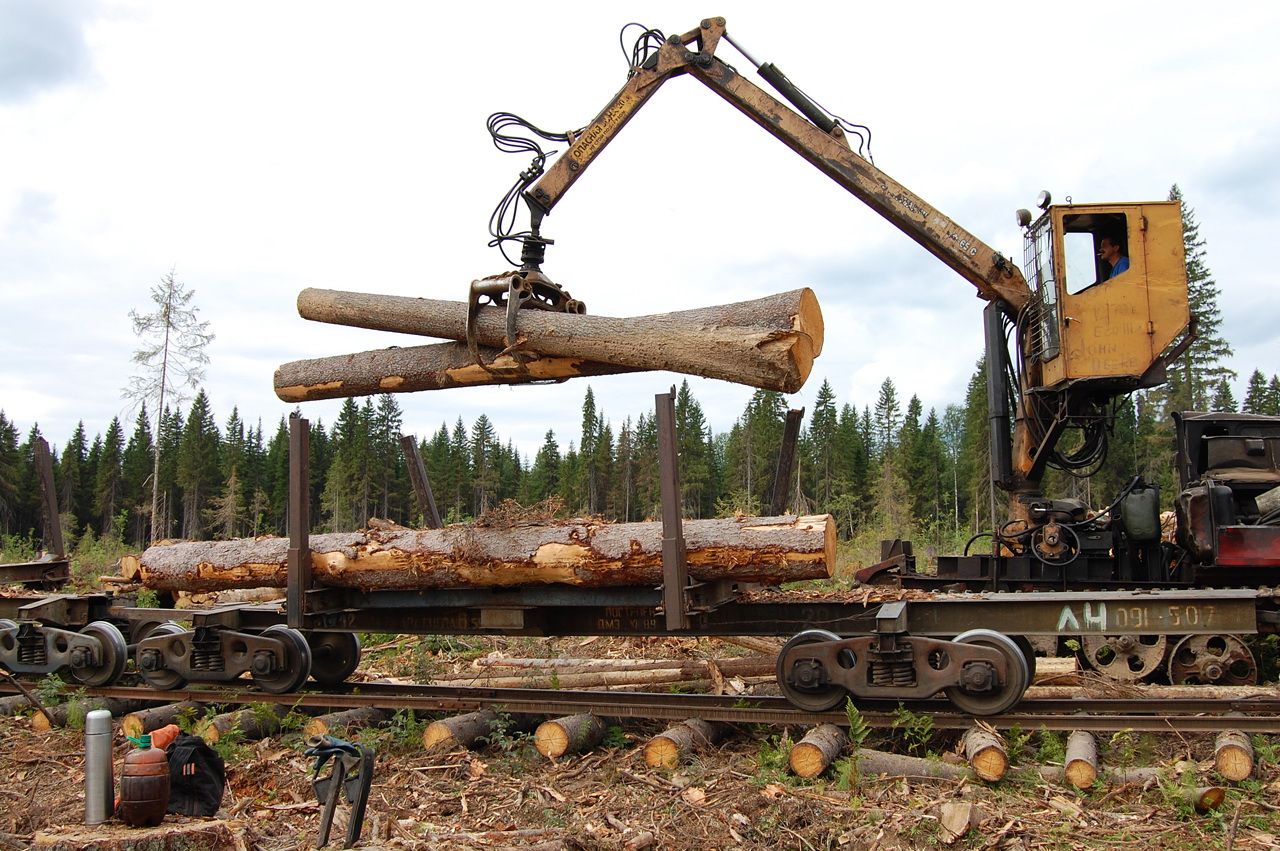
Holzverladung